# Hầu Hi Dật
Hầu Hi Dật (chữ Hán: 侯希逸, 720 - 781), là Tiết độ sứ Bình Lư (hay Tri Thanh) dưới triều nhà Đường trong lịch sử Trung Quốc.
Hầu Hi Dật nguyên quán ở Bình Lư, song sử sách không ghi rõ về thân thế, gia cảnh và tên cha mẹ ông. Từ nhỏ ông đã có luyện tập võ nghệ, thân cao bảy thước. Trước loạn An Sử, bộ tướng dưới quyền Tiết độ sứ Phạm Dương An Lộc Sơn (安禄山). Cuối những năm Thiên Bảo, An Lộc Sơn phản nhà Đường, lập ra nước Yên. Lúc này Hầu Hi Dật phục vụ dưới quyền tiết độ sứ Bình Lư Từ Quy Đạo (徐归道). Ông liên kết với An Đông đô hộ Vương Huyền Chí (王玄志) giết Quy Đạo, về hàng vương sư. Triều đình có chiếu phong cho Huyền Chí làm Bình Lư tiết độ sứ.
Mùa đông năm 758, Vương Huyền Chí qua đời. Vua Túc Tông sai sứ đến trấn Bình Lư tìm người kế nhiệm Huyền Chí. Người em họ con cô của Hi Dật là Lý Hoài Ngọc (李怀玉) sợ rằng con trai Huyền Chí sẽ được lập làm tiết độ sứ, bèn giết người ấy đi, cùng quân trong trấn ủng hộ Hầu Hi Dật lĩnh quân vụ. Trước tình hình đó, vua Túc Tông sai sứ sắc phong Hầu Hi Dật là Tiết độ phó sứ, rồi Tiết độ sứ ở Bình Lư. Sử gia Tư Mã Quang trong Tư trị thông giám chê trách việc làm này và cho rằng nó thể hiện sự bất lực của triều đình và đánh dấu sự bắt đầu trỗi dậy của phiên trấn về sau.
Trong khi Hầu Hi Dật nắm quyền, trấn Bình Lư bị quân Yên đến bức bách, tình thế nguy khốn. Hầu Hi Dật khích lệ tướng sĩ dưới quyền, sau đó đánh bại quân Yên do Lý Hoài Tiên chỉ huy. Nhưng do không được triều đình cứu viện, lại thêm quân các tộc Khố Mạc Hề và Khiết Đan xâm lấn, ông đưa quân đội của mình 20000 người tiến công đất Thanh châu và chiếm được. Vì Loạn An Sử nổ ra năm 756, vua Đường Túc Tông bãi bỏ An Đông đô hộ phủ vào năm 761, Hi Dật không còn làm An Đông đô hộ nữa, Liêu Tây Cổ Thành không còn là trú địa của An Đông đô hộ phủ nữa.
Tháng 5 ÂL năm 762, triều đình phong ông làm Bình Lư, Tri Thanh tiết độ sứ, quản lý 6 châu là Thanh, Tri, Tề, Nghi, Mật, Hải. Sau đó ông tham gia cùng quân triều đình đánh dẹp Sử Triều Nghĩa, chấm dứt loạn An Sử, vì thế được gia Kiểm giáo công bộ thượng thư, ban thực ấp, vẽ hình treo tại Lăng Yên các, nhưng sau bị phát hiện có điều gian dối nên phải mất chức.
Hầu Hi Dật lãng phí của cải để phục vụ cho những nhu cầu cá nhân, khiến quân khố cạn kiệt. Trong khi Lý Hoài Ngọc lại nhận được sự ủng hộ của nhiều tướng sĩ; vì thế ông tức giận muốn cách chức đi, quân sĩ bảo là vô tội không cớ gì để phế. Vào mùa hè năm 765, nhân Hầu Hi Dật ra khỏi thành, quân sĩ nổi loạn, đóng cửa ngăn không cho Hi Dật trở về, tôn Lý Hoài Ngọc lĩnh quân vụ ở Tri Thanh, đổi tên là Lý Chánh Kỉ. Triều đình công nhận Chánh Kỉ, còn Hi Dật chạy trốn đến Trường An, gia phong Kiểm giáo hữu phó xạ. Năm Đại Lịch 11 (776), gia phong Kiểm giáo thượng thư hữu phó xạ, Thượng trụ quốc, Hoài Dương Quận vương. Về sau dời làm Tư không. Năm 781 thời Đường Đức Tông, ông qua đời. Vua phế triều ba ngày, truy tặng Thái bảo.